# Oleg Tistol

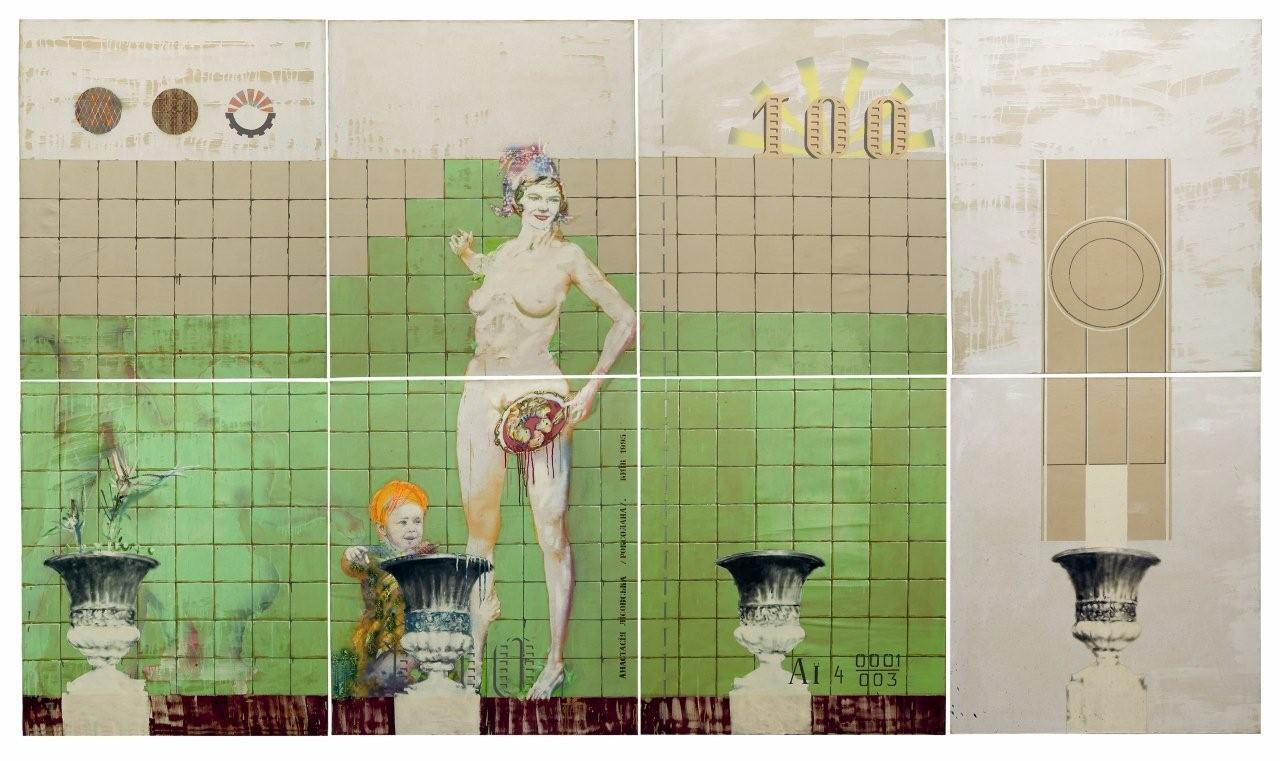
Projecto de Dinheiro Ucraniano. Roxelana. 280х480 cm. Óleo sobre tela. 1995

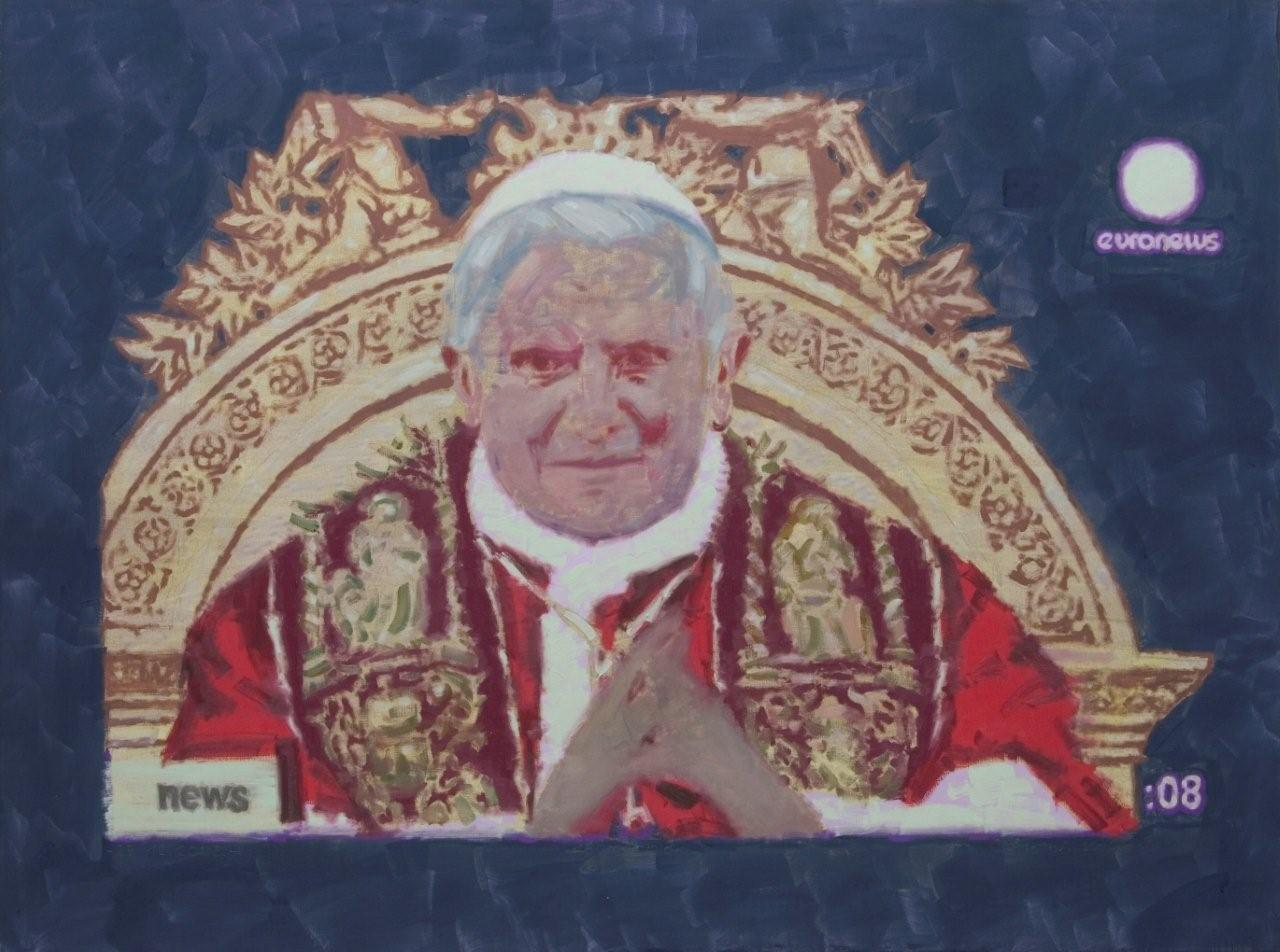
TV + Realismo. 25.12.2009. 150х200 cm. Óleo sobre tela. 2009

Oleg Tistol (em ucraniano:  Олег Михайлович Тiстол, nascido em 25 de agosto de 1960 no Oblast de Mykolaiv, Ucrânia, URSS) é um artista ucraniano, representante do neobarroco ucraniano e um dos líderes da “Nova Onda Ucraniana”.